# Kameane, Solone
Kameane (în ucraineană Кам`яне) este un sat în comuna Vasîlivka din raionul Solone, regiunea Dnipropetrovsk, Ucraina.

## Demografie
Componența lingvistică a localității Kameane
     Ucraineană (92,76%)
     Rusă (6,55%)
     Alte limbi (0,17%)
Conform recensământului din 2001, majoritatea populației localității Kameane era vorbitoare de ucraineană (92,76%), existând în minoritate și vorbitori de rusă (6,55%).